# Puerto Baquerizo Moreno

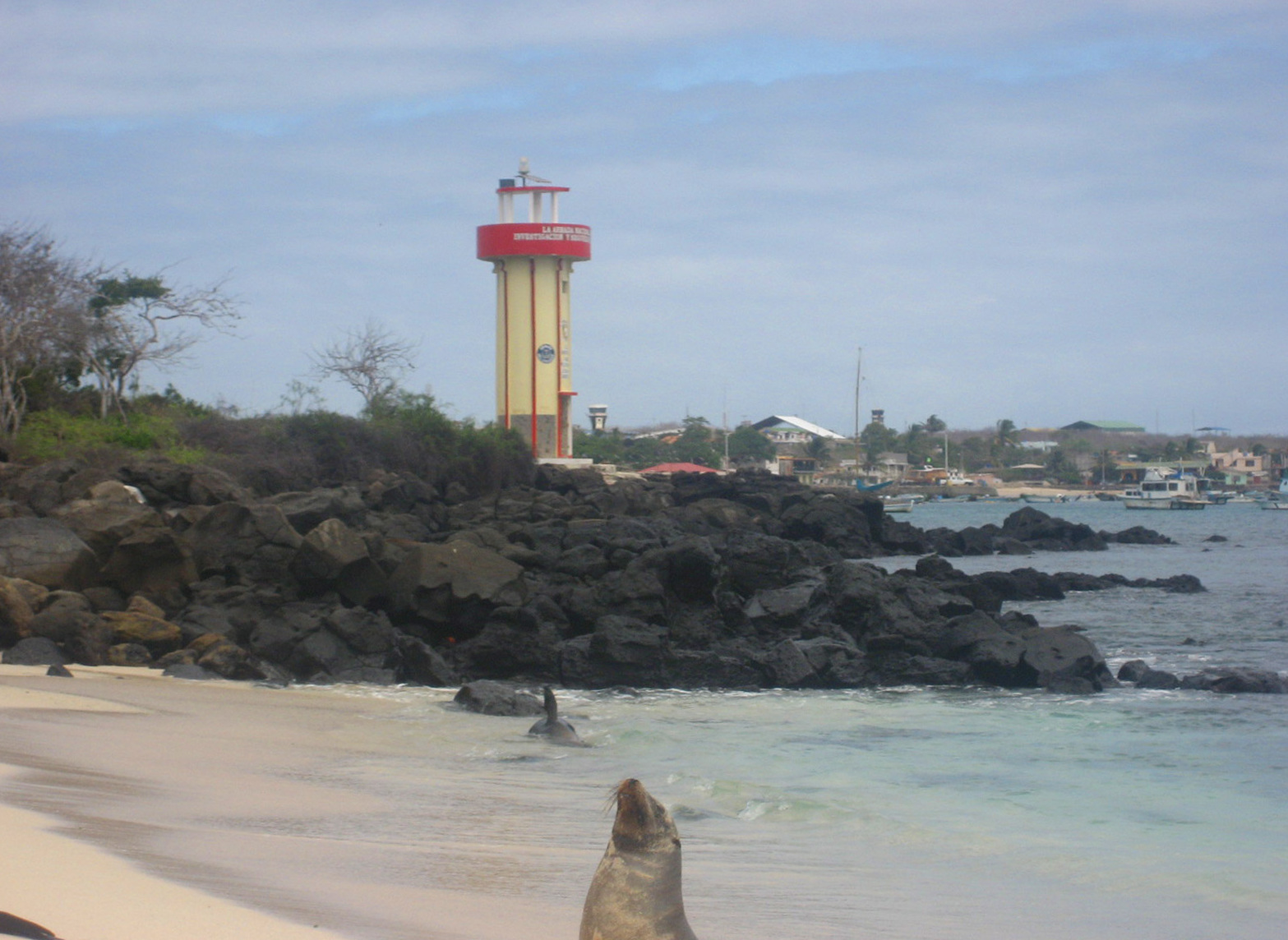
Puerto Baquerizo Moreno

Puerto Baquerizo Moreno je hlavní město provincie Galapágy, v Ekvádoru. Nachází se na jihozápadním pobřeží ostrova San Cristóbal, nejvýchodnějšího z ostrovů souostroví Galapágy.
I přesto, že to je hlavní město souostroví, má pouze druhou nejpočetnější populaci: 5 600, převážně rybářů. Hlavními průmyslovými odvětvími je rybářství, turismus, a farmaření na orné půdě. Město má své turistické centrum, ale jeho turistická infrastruktura není taková rozvinutá jako v Puerto Ayora.
Město dostalo jméno po prezidentovi Alfredu Baquerizo Morenovi (1859-1951).
Obyvatelé založili a stále ještě provozují nadaci Albatross Foundation USA.